# Geniates convexus
Geniates convexus är en skalbaggsart som beskrevs av Ohaus 1917. Geniates convexus ingår i släktet Geniates och familjen Rutelidae. Inga underarter finns listade i Catalogue of Life.